# 西沃辛 (英國國會選區)
西沃辛（英語：Worthing West），英國國會一自治市選區，包括英格蘭東南部西薩塞克斯郡阿倫南部和沃辛西部。
始設於1997年。本區至今的當區議員為保守黨的彼得·博頓利。他在2010年大選中以51.7%選票成功連任。